# Strategus fascinus
Strategus fascinus är en skalbaggsart som beskrevs av Hermann Burmeister 1847. Strategus fascinus ingår i släktet Strategus och familjen Dynastidae. Inga underarter finns listade i Catalogue of Life.